# Mozé-sur-Louet
Mozé-sur-Louet är en kommun i departementet Maine-et-Loire i regionen Pays de la Loire i nordvästra Frankrike. Kommunen ligger i kantonen Les Ponts-de-Cé som tillhör arrondissementet Angers. År 2022 hade Mozé-sur-Louet 2 033 invånare.

## Befolkningsutveckling
Antalet invånare i kommunen Mozé-sur-Louet
| Referens: INSEE |